# Zoë Buckman
Zoë Buckman, née en 1985 à Hackney, est une artiste, photographe et productrice britannique, œuvrant dans l'art féministe.

## Biographie
Originaire de la banlieue est de Londres, Zoë Buckman est la fille de l'écrivaine et dramaturge Jennie Buckman, directrice de l'Académie royale des arts Dramatiques de 1986 à 2007, et de Nick Blatchley, un responsable de la santé publique. Son oncle Peter Buckman est un écrivain et agent littéraire britannique. Sa grand-mère paternelle est la sœur de la femme de l'acteur Sir Alec Guinness. Zoë Buckman est connue pour ses séries d'art telles Every Curve ou Mostly It's Just Uncomfortable. Elle est une artiste multimédia travaillant dans la photographie, la broderie, la sculpture, le néon et l'installation.

## Carrière artistique

### Present life
Le projet artistique Present Life examine la nature temporaire et la beauté de la vie à partir du placenta plastiné et entouré de marbre de l'artiste, point focal de l'exposition. Après la naissance de sa fille Cleo, Zoë Buckman est informée de la détérioration de son placenta qui aurait pu causer la mort prématurée de son enfant. Elle décide alors de préserver le tissu fœtal grâce à la plastination et se sert de cette expérience pour concevoir sa première série d'art. L'exposition est montrée pour la première fois dans son intégralité à la galerie Garis & Hahn de New York en février 2015,.

### Every Curve
Every Curve rassemble l'amour de Zoë Buckman pour les textes de rap des années 1990 et son idéologie féministe, à travers l'utilisation de la broderie. L'artiste choisit de broder des paroles de The Notorious B.I.G. et Tupac Shakur sur des vêtements vintage pour explorer le conflit entre le féminisme et le hip-hop,. La série d'art explore le dialogue entre les paroles misogynes dans le rap et le contenu féministe édifiant et pro-choix ponctuant ces mêmes textes,. 

### Mostly It's Just Uncomfortable
L'installation Mostly It’s Just Uncomfortable est la réponse artistique de Zoë Buckman aux attaques contre le Planned Parenthood aux États-Unis, le manque d'accès aux soins de santé gratuits pour les femmes et les pressions sociales et politiques qui entourent la liberté d'une femme à disposer de son propre corps. L'ensemble des travaux comprend des images et des objets liés à la gynécologie et à la boxe.
Deux des néons de la série, Champion et Champ ont été présentés lors de l'exposition inaugurale For Freedoms à la Jack Shainman Gallery de New York et lors de l'évènement Rock The Vote's Truth to Power, organisé lors de la convention 2016 du parti démocrate à Philadelphie,.

### Let Her Rave
Pour Let Her Rave, Zoë Buckman s'inspire d'une ligne du poème Ode on Melancholy de Keats. L'artiste s'interroge sur le contrôle des femmes et de leurs corps, exercé par une société soumise aux constructions patriarcales. Bien qu'elle ait longtemps été l'une des admiratrices de Keats, l'artiste se montre incapable de résoudre la ligne « Si ta maîtresse montre une colère abondante / Imprime sa main molle, et laisse là délirer »,.
Des sculptures de gants de boxe garnis de robes de mariée vintage accrochées au plafond ainsi qu'un puissant néon orné de voiles de mariage explorent les agressions complexes auxquelles les femmes sont confrontées chaque jour et l'idée qu'elles doivent entrer en combat pour être reconnues. Les installations suggèrent le poids et la force de l'institution du mariage, tout comme son impact sur la féminité,. 

## Collaborations
Zoë Buckman est membre de For Freedoms, le premier Super PAC ou comité d'action politique, fondé par des artistes dont Eric Gottesman et Hank Willis Thomas. Elle participe à plusieurs projets avec l'organisation, y compris une exposition à la galerie Jack Shainman de New York, un projet de banc d'autobus pour la galerie Monique Meloche de Chicago, le panneau d'affichage Grab 'Em By the Ballots installé à Harrisburg en Pennsylvanie ou une campagne publicitaire pour le W Magazine mettant en avant l'actrice américaine Jemima Kirke,,.
Au printemps 2017, l'artiste collabore avec Natalie Frank pour son premier projet public, une peinture murale réalisée au New York Live Arts et intitulée We Hold These Truths To Be Self-Evident (Nous tenons ces vérités pour être des évidences). Pour l'artiste, il s'agit d'une réponse à l'élection de Donald Trump. Le projet utilise un texte misogyne élaboré à partir des déclarations d'hommes politiques anciens et actuels, traitant des femmes et de leurs corps. 